# 索戈扎河

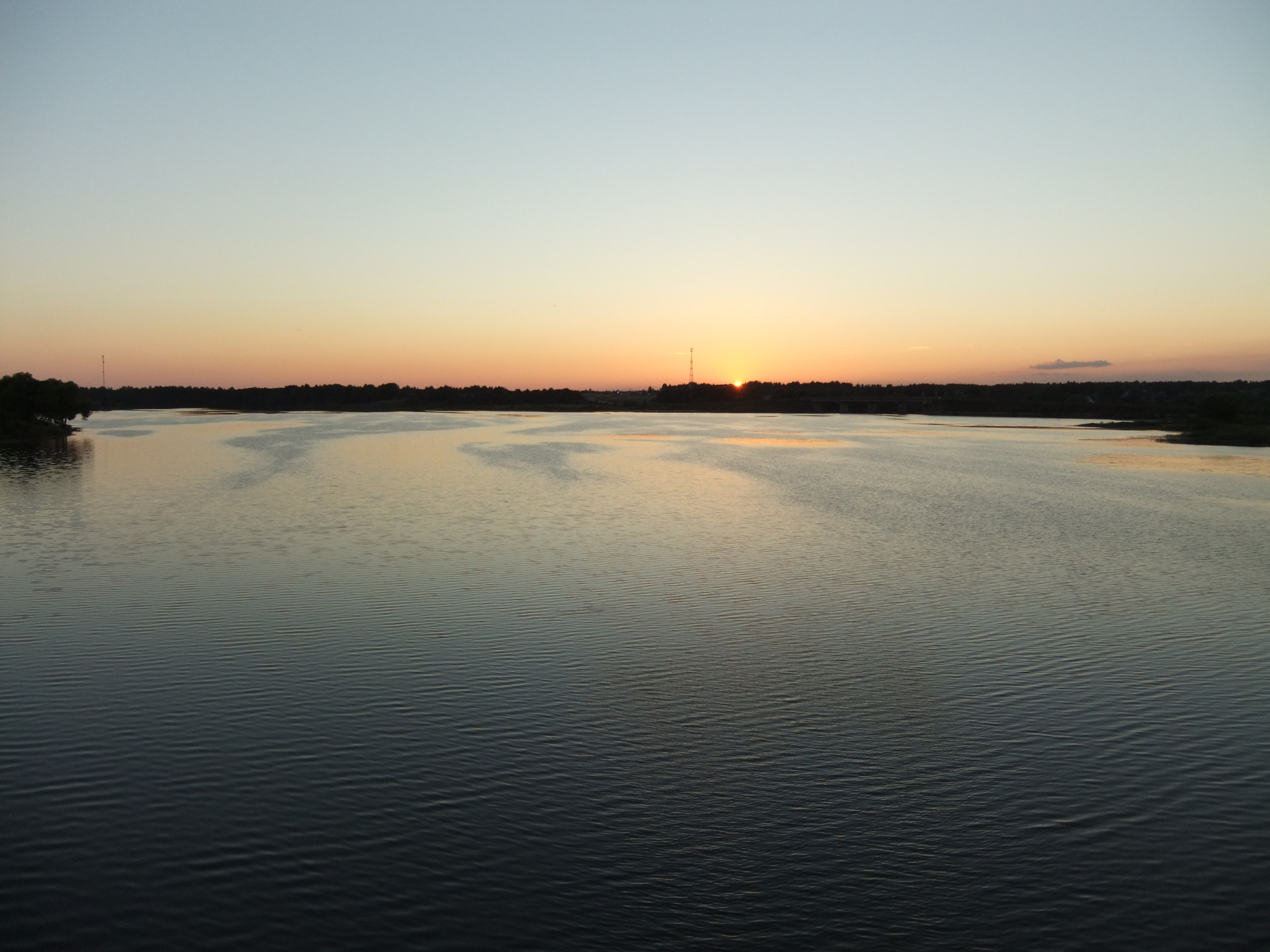
索戈扎河之晚上

索戈扎河是俄羅斯的河流，位於雅羅斯拉夫爾州和沃洛格達州，河道全長129公里，流域面积2,900平方公里，最終注入伏爾加河的雷賓斯克水庫，河畔城鎮包括波舍霍尼耶。
在雷賓斯克水庫建成前，索戈扎河是舍克斯納河的支流。